# Schlesischer Landtag

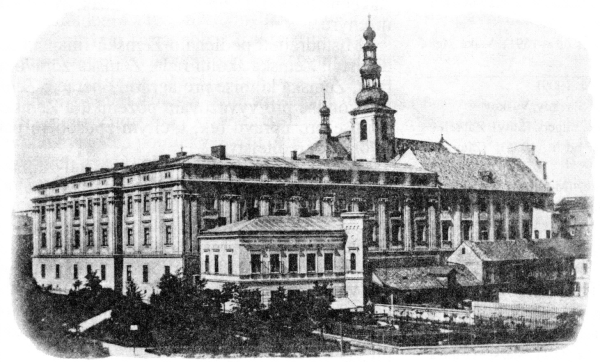
Schlesischer Landtag in Troppau

Der Schlesische Landtag war von 1861 bis 1918 der Landtag des Kronlandes Herzogtum Ober- und Niederschlesien der im Reichsrat vertretenen Königreiche und Länder in Österreich-Ungarn. Vorläufer war der Schlesische Fürstentag.

## Regierung ohne Parlament
Nachdem der Schlesische Konvent, der 1848 nach der Märzrevolution geschaffen worden war, vom Kaiser spätestens mit dem Silvesterpatent 1851 aufgehoben worden war, wurde Österreichisch-Schlesien vom k.k. Statthalter Josef Kalchegger von Kalchberg und dem engeren Ausschuss des verstärkten öffentlichen Konventes (Konventualausschuss) vom 22. März 1852 bis zum 3. April 1861 regiert, ohne dass es ein Parlament gegeben hätte.

## Landtag 1861–1918
1861 begann die Geschichte des Schlesischen Landtags. Der Landtag hatte seinen Sitz in der Landeshauptstadt Troppau, zunächst im Landhaus, dem ehemaligen Gebäude des Jesuitenkollegiums, später im Landtagsgebäude.
Am 26. Februar 1861 erließ Kaiser Franz Joseph I. autokratisch das später so genannte Februarpatent, eine Verfassung für die Gesamtmonarchie. Am Entstehen hatte Minister Anton von Schmerling großen Anteil. Als Beilagen zu diesem Grundgesetz wurden im Reichsgesetzblatt für das Kaisertum Österreich die Landesordnungen der Kronländer kundgemacht, darunter die Landesordnung für das Herzogtum Schlesien. Diese wurde durch die Dezemberverfassung 1867 für Cisleithanien, zu dem das Herzogtum gehörte, nicht verändert. (Das Herzogtum gehörte ab 1867 zu den im Reichsrat vertretenen Königreichen und Ländern; so umschrieb man juristisch das nach dem Ausscheiden Ungarns verbliebene Gebiet des kaiserlichen Österreich.)
Der Landesordnung zufolge bestand der Schlesische Landtag aus 31 Mitgliedern. Eine Virilstimme hatte der Fürstbischof von Breslau (obwohl der Fürstbischof Ausländer war). 30 Mitglieder wurden in drei Kurien gewählt:
- 9 Vertreter der Großgrundbesitzer
- 12 Vertreter der Städte und der Handels- und Gewerbekammer
- 9 Vertreter der übrigen Gemeinden (außer den im mährischen Landtag vertretenen Enklaven)[2]

Die neun Vertreter der Großgrundbesitzer wurden in einem Wahlkreis, aber in zwei Wahlkörpern gewählt. Im ersten Wahlkörper hatten vier Personen – die Herzöge von Teschen, von Troppau und Jägerndorf sowie von Bielitz und der Hoch- und Deutschmeister – das Recht, zwei Abgeordnete zu bestimmen. Die sieben weiteren Abgeordneten wurden von allen anderen Großgrundbesitzern gewählt, die den Zensus von mindestens 250 Gulden (später 500 Kronen) Realsteuer pro Jahr leisteten.
Die Vertreter der 24 größten Städte wurden in acht Wahlbezirken zu je einem Abgeordneten gewählt. Hinzu kam der Wahlbezirk der Hauptstadt Troppau mit zwei Abgeordneten. Die ca. 40 Mitglieder der Handels- und Gewerbekammer in Troppau bestimmten zwei weitere Abgeordnete.
Die Vertreter der Gemeinden wurden in sieben Wahlkreisen (fünf zu je einem Abgeordneten und zwei zu je zwei Abgeordneten) indirekt über Wahlmänner gewählt. Von der Neuregelung gemäß Landesgesetz vom 25. November 1884 an war die ortsanwesende statt der einheimischen Bevölkerung maßgeblich für die Anzahl der Wahlmänner (die statt der Bevölkerung wahlberechtigt waren), was in Zeiten großer Landflucht wesentlich war. 1897 wurde ein Antrag eingebracht, die direkte Wahl der Abgeordneten der Landgemeinden vorzusehen; es erfolgte dazu aber kein Beschluss (siehe unten).
Bei der Wahl der Vertreter der Stadt- und Landgemeinden wurde ein relativer Zensus von zehn Gulden (gemäß Landesgesetz vom 13. Februar 1887 herabgesetzt auf fünf Gulden) als Voraussetzung des Wahlrechtes zu Grunde gelegt.

## Wahlrechtsänderungen
Am 22. November 1875 wurde die Landes- und Landtagswahlordnung geändert. An der Grundstruktur des Landtags änderte sich jedoch nichts. Ab dem Ende des 19. Jahrhunderts kam es immer wieder zu Vorstößen, Struktur und Wahlrecht an die demokratischeren Regelungen anderer Kronländer anzupassen. Alle diese Initiativen scheiterten jedoch, so dass der Aufbau des Landtags bis 1918 unverändert blieb.
Eine zentrale Frage in diesen Diskussionen spiele die Nationalitätenfrage. 1910 bestand die Bevölkerung zu 43,9 % aus Deutschen, 31,7 % aus Polen und zu 24,3 % aus Tschechen. Die Deutschen dominierten jedoch aufgrund des Wahlrechtes das Landesparlament, da Polen und Tschechen hauptsächlich in den ländlichen Gebieten lebten, die im Landtag unterrepräsentiert waren. Der Streit bezog sich auch auf die Verhandlungssprache im Landtag. Gemäß Landtagsbeschluss vom 14. September 1871 konnte im Landtag in allen drei Landessprachen geredet werden (auch wenn keine Übersetzung ins Deutsche erfolgte), in der Praxis wurde die Verwendung der deutschen Sprache gefordert.
Ein erster Vorstoß, die Vertretung der Landgemeinden (und damit der nicht-deutschen Bevölkerung) zu stärken, wurde am 26. Februar 1897 in den Landtag eingebracht. Danach sollten 14 neue Abgeordnete sowie neue Wahlbezirke für die Landgemeinden beschlossen werden. Der Landtag fasste keine Entscheidung zu der Vorlage.
Im Herbst 1905 forderte die slawische Minderheit im Landtag, vertreten durch den Abgeordneten Václav Hrubý, die Einführung des allgemeinen Männerwahlrechts. Der Landtag lehnte dies ab. Im Gegenzug beschloss die Landtagsmehrheit am 21. November 1905 die Einführung einer IV. Kurie mit vier Abgeordneten, die nach dem allgemeinen Wahlrecht gewählt werden sollte (die Gesamtgröße des Landtags hätte dann 35 betragen). Diese Entscheidung wurde von der k.k. Regierung in Wien dem Kaiser nicht zur Sanktion vorgelegt. Mit Schreiben vom 7. März 1908 erläuterte die Regierung ihre Gründe. Man forderte zuerst die Einigung der nationalen Parteien, bevor eine Neuregelung genehmigt würde.
Am 30. Oktober 1908 wurde eine Landtagsreform durch den Landtag beschlossen (inzwischen galt für den Reichsrat bereits das allgemeine Männerwahlrecht). Demnach sollte der Landtag künftig 55 Mitglieder haben. II. und III. Wählerklasse sollte um neun Abgeordnete erweitert und eine IV. Wählerklasse (für die das allgemeine Wahlrecht gelten sollte) eingeführt werden. Die Wahl dieser IV. Klasse sollte in fünf Wahlbezirken erfolgen (hier hätte sich in einer eine deutsche, in zweien eine polnische und in zweien eine tschechische Mehrheit ergeben). In der III. Kurie hätten sich fünf mehrheitlich deutsche, fünf mehrheitlich tschechische und sieben mehrheitlich polnische Wahlbezirke ergeben.
Dieser Vorschlag wurde jedoch vom Kaiser nicht genehmigt. Die Regierung in Wien reklamierte schwerwiegende Mängel des Entwurfs (kein Wahlrecht für Analphabeten, die Einführung einer Wahlpflicht und unterschiedliche Größe der Wahlkreise). So blieb die Struktur des Parlaments bis zum Ende der Monarchie 1918 unverändert.

## Wahl von Reichsratsabgeordneten
Je sechs Abgeordnete für Ober- und Niederschlesien wurden vom schlesischen Landtag gemäß der Reichsverfassung vom 26. Februar 1861 in das Abgeordnetenhaus des Reichsrats gewählt. Die Wahl fand jährlich statt. Von 1873 an wurden die Abgeordneten zum Reichsrat direkt gewählt, so dass der Landtag hier keine Funktion mehr hatte.

## Landesausschuss, Landespräsident
Der Landesausschuss war das autonome Exekutivkomitee des Landtages. Er bestand aus dem vom Kaiser ernannten Landeshauptmann, der auch als Vorsitzender des Landtages fungierte, und vier weiteren vom Landtag aus seiner Mitte gewählten Mitgliedern. Gemäß dem Gesetz vom 8. November 1890 wurde die Zahl der Landesausschussmitglieder auf fünf erhöht. Gemäß einer informellen Regelung war nun jeweils abwechselnd ein Pole oder ein Tscheche Mitglied des Landesausschusses. Gemäß der (nicht sanktionierten) 1908er Verfassung wäre die Zahl der Mitglieder auf sechs angewachsen und die Vertretung der Minderheiten weiter gestärkt worden.
Die Landeshauptleute waren:
- Johann Graf Larisch-Moennich (1821–1884): I.–III. Session (1861–1864)
- Amand Graf Kuenburg (1809–1886): IV.–XXIII. Session (1865–1886)
- Heinrich Graf Larisch-Moennich (1850–1918): XXIV.–XXXX. Session (1888–1918)

Landesausschuss und Landeshauptmann standen dem k.k. Landespräsidenten (Landeschef), dem direkten Vertreter von Kaiser und k.k. Regierung, gegenüber, der die gesamtstaatliche Verwaltung repräsentierte. Er hatte Beschlüsse zu Landesgesetzen der k.k. Regierung in Wien mit seiner Stellungnahme vorzulegen und nach allfälliger Genehmigung zu unterzeichnen, damit sie als Landesgesetze kundgemacht werden und in Kraft treten konnten. Weiters hatte er das Landespräsidium, in anderen Kronländern Statthalterei genannt, zu leiten, das Leitungsorgan für im Herzogtum tätige Ämter des cisleithanischen Gesamtstaates. Im von der k.k. Staatsdruckerei jährlich aufgelegten Hof- und Staats-Handbuch des Kaisertums Österreich bzw. der österreichisch-ungarischen Monarchie sind unter anderen folgende Landespräsidenten angeführt:
- Hermann von Pillersdorff, 1863–1866
- August von Merkl, 1868
- Hermann von Pillersdorff, 1868–1870
- Alexander von Summer, 1870–1882
- Olivier Marquis de Bacquehem, 1882–1886
- Franz von Merveldt, 1887–1889
- Karl von Jaeger, 1889–1894
- Karl Maria von Coudenhove, 1895–1896
- Manfred von Clary-Aldringen, 1896–1898
- Josef Thun-Hohenstein, 1898–1906
- Karl Heinold von Udynski, 1906–1908
- Max von Coudenhove, 1908–1915
- Adalbert von Widmann, 1915–1918

## Abgeordnete
- Liste der Mitglieder im Schlesischen Landtag 1874